# Mała Kolonia (Starościn)
Mała Kolonia (do 1945 Friedrichsberg)– przysiółek wsi Starościn w Polsce, położony w województwie opolskim, w powiecie namysłowskim, w gminie Świerczów.
W latach 1975–1998 przysiółek administracyjnie należał do ówczesnego województwa opolskiego.
W Friedrichsbergu urodził się Franciszek Wawrok (1881–1921), chorąży Wojska Polskiego, odznaczony Orderem Virtuti Militari.

## Nazwa
Miejscowość założona została około 1770 r. w okresie kolonizacji fryderycjańskiej. Od imienia Fryderyka II Wielkiego pochodzi jej dawna, niemiecka nazwa.
W alfabetycznym spisie miejscowości na terenie Śląska wydanym w 1830 roku we Wrocławiu przez Johanna Knie wieś występuje pod obecnie używaną, polską nazwą Mała Kolonia oraz nazwą niemiecką Friedrichsberg we fragmencie "Mała Kolonia, polnischer Name von Friedrichsberg, Kr. Namslau".